# Рибарци
Вижте пояснителната страница за други значения на Рибарци.
Риба̀рци е село в Южна България, община Ардино, област Кърджали.

## География
| Население по години | Население по години |
| ------------------- | ------------------- |
| 1934 г.             | 159 души            |
| 1956 г.             | 146 души            |
| 1975 г.             | 145 души            |
| 1985 г.             | 115 души            |
| 1992 г.             | 90 души             |
| 2001 г.             | 45 души             |
| 2011 г.             | 29 души             |
| 2019 г.             | 39 души             |

Село Рибарци се намира в най-западната част на Източните Родопи, при границата им със Западните Родопи, на около 11 km запад-северозападно от центъра на град Кърджали и 13 km североизточно от град Ардино. Разположено е южно от стеснения участък в северозападната част на язовир Кърджали, на по 300 – 400 m от два изпъкнали към селото завоя на стеснението. Общински път, започващ в североизточния край на село Боровица от кръстовище с третокласния републикански път III-8653, води на североизток през село Стар читак до село Рибарци и продължава след него до село Сухово.

## История
Селото – тогава махала с име Османлар – е в България от 1912 г. Преименувано е на Османци с министерска заповед № 3775, обнародвана на 7 декември 1934 г. и на Рибарци с указ № 409, обнародван на 27 март 1981 г.

## Население
Преброяване на населението през 2011 г.
Численост и дял на етническите групи според преброяването на населението през 2011 г.:
|                     | Численост | Дял (в %) |
| Общо                | 29        | 100,00    |
| Българи             | 0         | 0,00      |
| Турци               | 28        | 96,55     |
| Цигани              | 0         | 0,00      |
| Други               | 0         | 0,00      |
| Не се самоопределят | 0         | 0,00      |
| Неотговорили        | 0         | 0,00      |

## Религии
Изповядваната в село Рибарци религия е ислям.

## Обществени институции
Село Рибарци към 2020 г. е център на кметство Рибарци.